# Meteorologiåret 1932

## Händelser

### Januari
- 10 januari – En storm i Jämtland, Sverige ödelägger den nybyggda Sylstationen [1].
- 15 januari – En snöstorm härjar i Los Angeles i Kalifornien, USA [2].

### Februari
- Februari - Vasaloppet ställs in på grund av snöbrist [3].
- 11 februari – Snöstorm råder i Mizpah i Minnesota, USA, där 13 inch snö uppmäts [4].
- 4-15 februari - Olympiska vinterspelen i Lake Placid, New York, USA avgörs under knappa mildvinterförhållanden [5].

### Maj
- 31 maj – En värmebölja härjar i Minnesota, USA [6].

### Juni
- 2-4 juni - Snöfall med kvarliggande snö (1 meter) i södra svenska Lappland, Sverige [7].

### Juli
- 9 juli – En tornado i Minnesota, USA orsakar skador för 500 000 US-dollar [8].

### Augusti
- Augusti - Väderstationen Fanaråken, Norge tas i bruk [9].

### Oktober
- 1 oktober - Regina i Saskatchewan, Kanada upplever sin varmaste oktoberdag någonsin då mätaren når + 31.1 °C [10].

### December
- December - Haparanda, Sverige upplever sin näst mildaste decembermånad någonsin efter 1929 års rekord [11]
- 25 december – Sverige upplever en typiskt "grön jul" [12].
- 26 december - Umeå, Sverige upplever en mycket mild annandag jul med + 9 ° C [13].

### Okänt datum
- Stormsignalmasten i Stavanger, Norge flyttas till Varnergtårnet [14].
- Andra internationella polaråret genomförs [15].

## Födda
- Okänt datum – Roy Leep, amerikansk meteorolog och väderpresentatör.

### Fotnoter
1. ↑  SMHI
2. ↑  ”Arkiverade kopian”. Arkiverad från originalet den 21 juli 2010. https://web.archive.org/web/20100721154003/http://climate.umn.edu/pdf/day_in_weather_history/january_wx_history.pdf. Läst 16 februari 2011.
3. ↑  20:e århundrades När Var Hur, Bernt Himmelstedt, Forum, 1999
4. ↑  ”Arkiverade kopian”. Arkiverad från originalet den 26 juli 2010. https://web.archive.org/web/20100726102650/http://www.climate.umn.edu/pdf/day_in_weather_history/february_wx_history.pdf. Läst 16 februari 2011.
5. ↑  ”III Olympic Winter Games: Lake Placid 1932”. Arkiverad från originalet den 8 februari 2006. https://web.archive.org/web/20060208014439/http://www.aafla.org/6oic/OfficialReports/1932/1932w.pdf. Läst 18 februari 2011.
6. ↑  ”Arkiverade kopian”. Arkiverad från originalet den 16 juli 2010. https://web.archive.org/web/20100716103814/http://www.climate.umn.edu/pdf/day_in_weather_history/may_wx_history.pdf. Läst 16 februari 2011.
7. ↑  SMHI
8. ↑  ”Arkiverade kopian”. Arkiverad från originalet den 21 juli 2010. https://web.archive.org/web/20100721153842/http://climate.umn.edu/pdf/day_in_weather_history/july_wx_history.pdf. Läst 16 februari 2011.
9. ↑  MET
10. ↑  ”Dan, Dan the Weatherman's Canadian Weather Trivia Page”. Arkiverad från originalet den 9 september 2013. https://web.archive.org/web/20130909001246/http://www.dandantheweatherman.com/cantriv.html. Läst 7 mars 2011.
11. ↑  SMHI
12. ↑  När Var Hur 2003, DN
13. ↑  John Pohlmans blogg 23 december 2010 - Julhelger, en tillbakablick Arkiverad 26 december 2010 hämtat från the Wayback Machine.
14. ↑  MET
15. ↑  MET Arkiverad 21 juni 2011 hämtat från the Wayback Machine.